# Erwin Schulhoff
Pour les articles homonymes, voir Schulhoff.
Erwin Schulhoff, né le 8 juin 1894 à Prague, alors en Autriche-Hongrie, et mort le 18 août 1942 dans le camp de prisonniers de Wülzburg (de) près de Weissenburg en Bavière, en Allemagne, est un compositeur et pianiste tchécoslovaque. Enfant prodige, il fut remarqué et encouragé par Antonín Dvořák.

## Biographie
Il est l’auteur de l’opéra Flammen, du ballet Ogelala (probablement son œuvre la plus impressionnante car d’une grande férocité), de plusieurs symphonies, de diverses œuvres de musique de chambre et d'une cantate (opus 82) basée sur le Manifeste du Parti communiste de Karl Marx.
Ses affinités avec le mouvement dada s'affirment dès 1919. Il compose Fünf Pittoresken (Cinq Pittoresques) pour piano, dédiées à Georg Grosz. Quatre d'entre elles empruntent leur titre à la musique jazz. La troisième, intitulée « In futurum », est constituée uniquement de silences, de la pause au seizième de soupir. Elle anticipe de plus de trente ans la pièce 4′33″ de John Cage. En 1919 paraît également sa très courte Symphonia Germanica, qui détourne et défigure l'hymne allemand tout en faisant entendre une version également déformée de La Marseillaise. Suivront la Sonata erotica (1919) pour voix de femme et Die Wolkenpumpe (La Pompe à nuages, 1922).
Ogelala (1925) contient l'un des premiers passages pour percussions seules composé par un musicien occidental. La première pièce de ce type date de 1918 et est signée Arthur Honegger : dans le No. 7 du Le Dit des Jeux du Monde, Honegger avait composé 79 mesures avec bouteillophone, cymbales, grosse caisse et timbales. La « danse du crâne » (Schädeltanz) qu'on entend dans le ballet de Schulhoff précède de quelques années Le Nez, opéra de Dmitri Chostakovitch (1927-1928) et Ionisation d'Edgard Varèse (1929-1931).
Juif, homosexuel, communiste et avant-gardiste, Schulhoff fut une cible de choix pour les nazis, qui le traquèrent et le retrouvèrent avant qu'il ne parvienne à fuir en Union soviétique.
Il obtient son visa d'émigration en juin 1941, peu de temps avant l'invasion de l'Union Soviétique et la rupture du Pacte germano-soviétique. Arrêté à Prague par les Allemands, il est déporté à Wülzburg, un camp de prisonniers de guerre, en tant que ressortissant soviétique, ce qui lui permet d'échapper au sort réservé aux Juifs.
Dans le camp, il continue à composer, des œuvres pour piano, mais aussi et surtout sa huitième symphonie, qu'il entreprend d'écrire en hommage à des codétenus massacrés. Il meurt de la tuberculose le 18 août 1942, sans l'avoir terminée. Elle sera retrouvée et publiée par Francesco Lotoro, musicologue italien qui s'est consacré à retrouver la musique écrite dans les camps.
Schulhoff compte aussi parmi les premiers compositeurs classiques à s'intéresser au jazz d'une façon importante.

## Œuvres majeures
- 5 Etudes de jazz pour piano (c. 1910-1920)
- Suite pour violon et piano, Op. 20 (1912)
- Sonate pour violon no 1, Op. 7 (1913)
- Concerto pour piano no 1, Op.11 (1913-1914)
- Divertimento pour quatuor à cordes (1914)
- Sonate pour violoncelle (1914)
- Quatuor à cordes no 0, Op.25 (1918)
- Sonata Erotica pour voix de femme (1919)
- Fünf Pittoresken, pour piano (1919)
- Symphonia Germanica (1919)
- Suite pour orchestre de chambre (1921)
- Ogelala, ballet (1922)
- Die Wolkenpumpe (La Pompe à nuages, 1922), lieder pour baryton, quatre instruments à vent et percussions, texte de Hans Arp
- Bassnachtigall pour contrebasson (Le Rossignol basse, 1922)
- Concerto pour piano "alla Jazz" (1923)
- Fünf Stücke für Streichquartett (Cinq pièces pour quatuor à cordes, 1923)
- Sextuor pour cordes (1920–1924)
- Quatuor à cordes no 1 (1924)
- Sonate pour piano no 1 (1924)
- Quatuor à cordes no 2 (1925)
- Concertino pour flûte, alto et contrebasse (1925)
- Symphonie no 1 (1925)
- Sonate pour piano no 2 (1926)
- Divertimento pour hautbois, clarinette et basson (1926)
- Sonate pour piano no 3 (1927)
- Sonate pour violon no 2 (1927)
- Sonate pour flûte et piano (1927)
- Double Concerto pour flûte, piano et orchestre (1927)
- 6 Esquisses de jazz pour piano (1927)
- Concerto pour quatuor à cordes et vents (1930)
- Flammen (Flammes), opéra (1927–1929)
- Hot Sonate pour saxophone alto et piano (1930)
- Suite dansante en jazz pour piano (1931)
- Symphonie no 2 (1932)
- Das kommunistische Manifest, oratorio (1932)
- Orinoco (1934), fox trot
- Symphonie no 3 (1935)
- HMS Royal Oak (1935), oratorio jazz pour récitant, soprano, ténor, chœur et orchestre symphonique jazz, texte de Otto Rombach (de)
- Symphonie no 4 (1937)
- Symphonie no 5 (1938-1939)
- Symphonie no 6 "Svobody" pour chœur et orchestre (1940)
- Symphonie no 7, partition uniquement réalisée au piano (1941–42)
- Symphonie no 8, inachevée, partition uniquement réalisée au piano (1941–42)